# Козлов Леонід Геннадійович
Козлов Леонід Геннадійович (нар. 29 листопада 1955 р. в с. Курне Червоноармійського району Житомирської області) - український науковець, доктор технічних наук (2015), професор (2022), завідувач кафедри технологій та автоматизації машинобудування Вінницького національного технічного університету, відмінник освіти України (2023), академік Академії інженерних наук України (2018).

## Життєпис
Леонід Геннадійович Козлов народився 29 листопада 1955 р. в с. Курне Червоноармійського району Житомирської області в сім'ї службовців. У 1973 році вступив до Вінницького філіалу Київського політехнічного інституту на машинобудівний факультет та отримав кваліфікацію інженера-механіка за спеціальністю «Технологія машинобудування, металорізальні верстати та інструменти» у 1978 році.

## Професійна діяльність
1978-2000 – інженер, молодший науковий співробітник, асистент, старший науковий співробітник, старший викладач кафедри технології і автоматизації машинобудування Вінницького політехнічного інституту (ВНТУ)
1987-1990 – аспірант Вінницького політехнічного інституту
1994 – завідувач науково-дослідної лабораторії «Борекс-гідравліка»
1999-2002 – начальник Центру інженерії металів і транспорту
2001-2010 – доцент кафедри технології та автоматизації машинобудування (ТАМ) ВНТУ
2002-2011 – декан факультету технології, автоматизації та комп’ютеризації машинобудування Вінницького національного технічного університету
2010 – заступник директора Центу автоматизації виробництва та ЧПК технологій на громадських засадах
2011-2014 – докторант НТУУ «КПІ»
2011-2015 – професор кафедри ТАМ ВНТУ
2015-2016 – заступник декана факультету машинобудування та транспорту з наукової роботи та міжнародного співробітництва ВНТУ
2016 – до сьогодні – професор, завідувач кафедри технологій та автоматизації машинобудування Вінницького національного технічного університету.

## Наукові ступені і звання
- 2000 - присуджено науковий ступінь кандидата технічних наук зі спеціальності «Системи приводів»

- 2003 - присвоєно вчене звання доцента кафедри технології і автоматизації машинобудування

- 2015 - присуджено науковий ступінь доктора технічних наук зі спеціальності «Машинознавство»

- 2022 - присвоєно вчене звання професора кафедри технології і автоматизації машинобудування[2].

## Звання та нагороди
1990 – диплом IІ ступеня Виставки досягнень народного господарства Української РСР за інноваційні технічні розробки.
2000, 2003 – за розробку «Система гідроприводів для мобільної техніки» нагороджено двома золотими та срібною медалями на міжнародних виставках у м. Ясси (Румунія) та м. Будапешт (Угорщина).
2015 – почесна грамота Вінницької обласної державної адміністрації та обласної Ради.
2017 – подяка Міністерства освіти і науки України.
2017 – медаль «За заслуги» імені Трифона Башти Асоціації спеціалістів промислової гідравліки і пневматики України за значний внесок у розвиток промислової гідравліки і пневматики.
2017 – золота медаль на EUROINVENT – Європейській виставці творчості та інновацій (м. Ясси, Румунія) за розробку «Variable pump control system».
2018 – грамота Міністерства освіти і науки України.
2018 – обрано академіком та членом Президії Академії інженерних наук України.
2020 – почесна грамота Міністерства освіти і науки України.
2023 – нагрудний знак Міністерства освіти і науки України «Відмінник освіти».
2024 – почесна грамота Вінницької обласної державної адміністрації.

## Наукова, педагогічна та навчально-методична робота
Професор Козлов є автором понад 270 наукових та методичних праць, у тому числі 20 статей, що входять до наукометричної бази Scopus, 2 монографії по актуальним питанням промислової гідравліки, 9 навчальних посібників, в тому числі одного посібника з грифом МОНУ, 22 винаходи та патенти.
Наукова робота професора Козлова проводиться у напрямку розробки високоефективних механотронних гідроприводів машин та механізмів на основі контролерів та сучасного програмного забезпечення. 
Козлов Леонід входить до складу редакційних колегій журналів «Вісник Вінницького політехнічного інституту» та «Вісник машинобудування та транспорту». 
Професор Козлов включений до складу спеціалізованих вчених рад по захисту докторських дисертацій у Вінницькому національному технічному університеті та у НТУУ «КПІ ім. Ігоря Сікорського». Входить до складу Президії Академії інженерних наук України та до складу Президії Асоціації спеціалістів промислової пневматики та гідравліки України.
Під науковим керівництвом професора Козлова підготовлено 4 кандидати технічних наук та 1 доктора філософії.

## Напрями наукових досліджень
- гідроприводи з пропорційним електрогідравлічним  керуванням для мобільних та технологічних машин;

- аналіз та синтез адаптивних гідроприводів з програмним керуванням.

## Наукові публікації
- Керування регульованих насосів в гідроприводах, чутливих до навантаження : монографія / С. В. Репінський, Л. Г. Козлов, Ю. А. Бурєнніков ; Вінниц. нац. техн. ун-т. – Вінниця : ВНТУ, 2016. – 200 с.

- Мультирежимний LS-гідропривод на базі пропорційного гідророзподільника : монографія / Ю. А. Бурєнніков, Л. Г. Козлов, О. В. Петров ; Вінниц. нац. техн. ун-т. – Вінниця : ВНТУ, 2012. – 152 с. – ISBN 978-966-641-499-4.

- Автоматизація виробництва в машинобудуванні : практикум / Ю. І. Муляр, В. П. Пурдик, С. В. Репінський, Ю. А. Бурєнніков, Л. Г. Козлов, В. А. Ковальчук, О. Л. Брицький ; Вінниц. нац. техн. ун-т. – Вінниця : ВНТУ, 2018. – 133 с.

- Автоматизація технічної підготовки виробництва : навч. посіб. для студ. спец. «Технологія машинобудування», «Металорізальні верстати та системи» / П. М. Павленко, Є. І. Яблочніков, Ю. А. Бурєнніков, Л. Г. Козлов ; Вінниц. нац. техн. ун-т. – Вінниця : ВНТУ, 2006. – 114 с.

- Гідравліка, гідро- та пневмоприводи : навч. посіб. / Ю. А. Бурєнніков, І. А. Немировський, Л. Г. Козлов ; МОНМС України, Вінниц. нац. техн. ун-т. – Вінниця : ВНТУ, 2013. – 273 с. – ISBN 978-966-641-518-2.

- Інформатика. Курсове проектування для студентів машинобудівних спеціальностей : навч. посіб. / Л. Г. Козлов, О. В. Петров, Н. С. Семічаснова, К. І. Кюцюбівська ; Вінниц. нац. техн. ун-т. – Вінниця : ВНТУ, 2012. – 184 с.

- Інтегративний підхід до викладання спеціальних і фундаментальних дисциплін: сутність та напрями реалізації професійної адаптації студентів першого курсу машинобудівних спеціальностей / Ю. Бурєнніков, І. Хом’юк, Л. Козлов, Н. Бурєннікова, В. Хом’юк // Нова педагогічна думка. – 2023. – № 2. – С. 97-111.

- Оптимізація електрогідравлічного розподільника з незалежним керуванням потоків / Д. О. Лозінський, Л. Г. Козлов, О. В. Піонткевич, О. І. Кавецький // Вісник машинобудування та транспорту. – 2023. – № 1 (17). – С. 87-91. – DOI: https://doi.org/10.31649/2413-4503-2023-17-1-87-91.

- Реалізація інтегративного підходу в процесі навчання студентів першого курсу машинобудівних спеціальностей / Ю. Бурєнніков, Л. Козлов, А. Буда // Нова педагогічна думка. – 2022. – № 3. – С. 91-99.

- Розрахунок гідродинамічної сили на золотнику врівноважувального клапана на основі імітаційного моделювання течії робочої рідини в його каналах / О. В. Піонткевич, Л. Г. Козлов, О. В. Березюк, О. В. Сердюк // Вісник Вінницького політехнічного інституту. – 2024. – № 5. – С. 77-83.

- Algorithm of controlling an adaptive hydraulic circuit for mobile machines / L. Kozlov, Yu. Buriennikov, O. Rusu, V. Pyliavets, V. Kovalchuk, O. Petrov, I. Rusu // International Journal of Modern Manufacturing Technologies. – 2021. – Vol. XIII, no. 3. – P. 79-86.

- Mechatronic Hydraulic System with Adaptive Regulator for a Manipulator of the Mobile Working Machine / L. Kozlov, A. Poliakov, O. Yakobinchuk, O. Gubarev, T. Makarova // Advances in Design, Simulation and Manufacturing VI : Proceedings of the 6th International Conference on Design, Simulation, Manufacturing: The Innovation Exchange, DSMIE-2023, June 6-9, 2023, High Tatras, Slovak Republic. Series: Lecture Notes in Mechanical Engineering. – Springer, 2023. – Vol. 2: Mechanical and Materials Engineering. – P. 64-73. – DOI: https://doi.org/10.1007/978-3-031-32774-2_7.

- Parametric Synthesis of Electrohydraulic Control System for Variable Displacement Pump / L. Kozlov, V. Bilichenko, A. Kashkanov, A. Tovkach, V. Kovalchuk // Advanced Manufacturing Processes V : Selected Papers from the 5th Grabchenko’s International Conference on Advanced Manufacturing Processes (InterPartner 2023), September 5 8, 2023, Odessa, Ukraine. Series: Lecture Notes in Mechanical Engineering. – Springer, 2023. – Р. 48-57. – DOI: https://doi.org10.1007/978-3-031-42778-7_5.